# Пресноводные сомы-валлаго
Пресноводные сомы-валлаго (лат. Wallago) — род лучепёрых рыб семейства сомовых (Siluridae). Включает 5 видов. Известны еще с миоцена, когда жил ныне вымерший вид Wallago maemohensis.

## Описание
Это крупные сомы, общая длина колеблется от 1,5 до 3,5 м. Голова большая. Рот большой, его края доходят почти до глаза. Нижняя челюсть длиннее верхней. Туловище удлинённое. В спинном плавнике 4—5 лучей. Имеют большие брюшные и анальный плавник. Анальный плавник не соединён с хвостовым. Хвостовой плавник сильно раздвоен.

## Образ жизни
Живут в пресных водоёмах, встречаются в медленных реках с мутной водой, каналах и озерах. Предпочитают места впадения рек в озера и сами реки. Нерестятся на мели. После нереста, рыбы отправляются в затопляемые участки леса на прокорм. Активные, прожорливые хищники. Питаются животными от беспозвоночных до рыб средних размеров и птиц.

## Распространение
Распространены в тропической и субтропической Азии от Пакистана до Индонезии. Один вид обитает в водоёмах Афганистана.

## Виды
- Пресноводный сом-валлаго (Wallago attu)[1]
- Wallago hexanema
- Wallago leerii
- Wallago maculatus
- Wallago micropogon